# Molophilus crassulus
Molophilus crassulus är en tvåvingeart som beskrevs av Alexander 1934. Molophilus crassulus ingår i släktet Molophilus och familjen småharkrankar. Inga underarter finns listade i Catalogue of Life.